# Huaspjället
Huaspjället är en sjö i Ronneby kommun i Blekinge och ingår i Ronnebyåns huvudavrinningsområde. Sjön är 8,2 meter djup, har en yta på 0,093 kvadratkilometer och är belägen 90 meter över havet.